# Gabriela Lindl
Gabriela Lindl (früher unter dem Nachnamen Lindlová) (* 30. April 1985 in Freiburg im Breisgau) ist eine deutsche Schauspielerin und Sängerin.

## Leben und Karriere
Gabriela Eva Lindl studierte klassischen Gesang an der Ausländeruniversität Perugia und später an der DAMS in Bologna, wo sie von 2003 bis 2005 lebte und auch später während ihrer Schauspielausbildung an der Freiburger Schauspielschule im E-Werk gastierte. Während dieser Zeit trat sie bei diversen Konzerten in Perugia (Umbria Jazz), Florenz, Rom und Bologna als Frontsängerin, unter anderem mit der Klezmer/Balkan Band Matou Noir auf. Gabriela Lindl ist vor allem durch ihre Großtante, die Sopranistin Amelie Braun, und ihre langjährige Lehrerin, die Opernsängerin Frauke Hoffmann, geprägt. Von 2009 bis 2013 war sie am Schlosstheater Celle engagiert. Danach gastierte sie unter anderem am Stadttheater Freiburg und am Staatstheater Darmstadt. Seit 2014 lebt sie in Berlin und spielt dort in mehreren Bands. Mit ihrer Duo-Band Bleibtreu, die sie 2018 mit Daniel Brockhaus gegründet hat (die beiden waren zusammen am Schlosstheater Celle engagiert), startet sie 2019 die „Sicher-Nicht-Tour“ und feiert im Frühjahr ihr erstes Album-Release.
Dem deutschen Fernsehpublikum ist sie vor allem bekannt durch ihr Debüt im Tatort: Der Inder, in dem sie die geheimnisvolle Tschechin Mira spielte. Seitdem war sie in zahlreichen Filmen uns Serien zu sehen wie zum Beispiel 2017 in der Krimireihe München Mord: Einer, der’s geschafft hat oder 2019 in zwei Filmen der Diplomatin.
Gabriela Lindl ist ebenfalls ausgebildeter Systemischer Coach (BTA Berlin) und gibt Workshops zum Thema Präsenz und Kommunikation.

## Filmografie (Auswahl)
- 2015: Tatort: Der Inder
- 2017: München Mord: Einer, der’s geschafft hat
- 2017: SOKO Leipzig: Aus Liebe
- 2018: SOKO Leipzig: Das Vogelmädchen
- 2019: Die Diplomatin – Jagd durch Prag
- 2019: Die Diplomatin – Böses Spiel
- 2019: In aller Freundschaft – Die jungen Ärzte: Ganz in Weiß
- 2019: Der Alte: Unvergessen
- 2020: Louis van Beethoven (Fernsehfilm)
- 2021: In aller Freundschaft – Die jungen Ärzte – Falschmeldungen
- 2022: Der Ranger – Paradies Heimat: Himmelhoch
- 2018–2022: SOKO Leipzig (Fernsehserie, vier Folgen)
- 2023: SOKO Wismar (Fernsehserie, Folgen: Der Heimkehrer)

## Theater (Auswahl)
- 2019: Gigiwonder: Udk Berlin
- 2015: 3 Pieces.../3 Stück: Performance: ausgezeichnet auf dem Kontrapunktfestival
- 2014: LÄD NAID SÜPRISE (Regie: Vanessa Wilcke, Staatstheater Darmstadt)
- 2013: Judy Garland (Rolle: Judy Garland, Regie: Claude Oliver Rudolph, Schlosstheater Celle)
- 2012: Hauptsache Arbeit (von Sybille Berg), (Regie: Michael Knof)
- 2013: Altensalzkoth (Regie, Buch: Peter Schanz)
- 2013: Frühlingserwachen (Regie: Michael Knof)
- 2013: Lumpazivagabundus (Rolle: Lumpazivagabundus, Regie: Christoph Zauner, Schlosstheater Celle)
- 2012: Leonce und Lena (Rolle: Lena, Regie: Kalle Kubik, Schlosstheater Celle)
- 2012: I love you, you’re perfect, now change (Regie: Lars Wernecke)
- 2012: Endstation Sehnsucht (Rolle: Stella, Regie: Lars Wernecke)
- 2011: Orlando (von Virginia Woolf) (Rolle: Orlando, Regie: Ina-Kathrin Korff, Schlosstheater Celle)
- 2011: Der gute Mensch von Sezuan (Rolle: Shen Te / Shui Ta, Regie: Kalle Kubik, Schlosstheater Celle)
- 2011: Der Kongress tanzt (Operette) (Rolle: Christel, Regie: Lars Wernecke)
- 2010: Die fetten Jahre sind vorbei (nach Weingärtner) (Rolle: Jule, Regie: Lars Wernecke)
- 2010: Die Nibelungen (Hebbel) (Rolle: Brünhild, Regie: Kalle Kubik)
- 2009: Liliom von Franz Molnár, Deutsch Polgar (Rolle: Julie, Regie Ina-Kathrin Korff, Schlosstheater Celle)
- 2009: Buddenbrooks (Thomas Mann) (Rolle: Gerda, Regie: Kalle Kubik)
- 2009: The killer in me is the killer in you my love (Musikalische Leitung und Komposition) (Regie: Julia Wernet, Stadttheater Freiburg)
- 2008: Die Ballade vom großen Makabren (Regie: Andrea Moll, E Werk Freiburg)
- 2007: Aus dem Leben der Insekten (Regie: Ruscha Nistor, Kiew)
- 2006: Der Fänger im Roggen (von J.D.Salinger) ( Regie Ruscha Nistor, E Werk Freiburg)

Quelle: